# Oriental Beat
Oriental Beat — второй студийный альбом финской глэм-панк-группы Hanoi Rocks, изданный в 1982 году.

## Об альбоме
К записи второго студийного альбома, под рабочим названием Second Attempt for Suicide, Hanoi Rocks приступили в конце 1981 года. Процессом руководил продюсер Пит Вулискрофт, работавший с Фрэнком Заппой. Выход Oriental Beat стал для коллектива поворотным моментом. Альбом был замечен журналистами британского издания Kerrang! и диск был выпущен в Великобритании и Японии, тогда как первая запись группы вышла только на родине Hanoi Rocks Финляндии, а также в соседствующей Швеции. Британский дебют группы не обошёлся и без скандала: задняя обложка Oriental Beat, изображающая раскрашенную в красно-синий цвет женскую грудь, увенчанную надписью «Hanoi Roxx», подверглась резкой критике со стороны журнала New Musical Express. Стоит отметить, что это изображение изначально планировалось как лицевая обложка, но руководство лейбла было обеспокоено тем, что поклонники Hanoi Rocks могут запомнить ошибочное название Hanoi Roxx, и картинка была перемещена на оборотную сторону.
Лидер коллектива Майкл Монро счёл Oriental Beat «отличной» записью, но обвинил Пита Вулискрофта в некачествнном продюсировании и сведении, вследствие чего пострадало звучание Oriental Beat. Бас-гитарист Сэми Яффа, напротив, назвал альбом «куском дерьма». Несмотря на противоречивое мнение самих участников группы, Oriental Beat считается безусловной классикой Hanoi Rocks. Альбом занял 91-ю строчку в списке «100 лучших рок-альбомов всех времён» по версии финской радиостанции Radio Rock. В этот же список попала запись Hanoi Rocks 1984 года — Two Steps From the Move — занявшая 53-е место.

## Список композиций
| №   | Название               | Автор(ы)                 | Длительность |
| --- | ---------------------- | ------------------------ | ------------ |
| 1.  | «Motorvatin’»          | Энди Маккой, Майкл Монро | 3:15         |
| 2.  | «Don't Follow Me»      | Маккой                   | 3:19         |
| 3.  | «Visitor»              | Маккой                   | 3:14         |
| 4.  | «Teenangels Outsiders» | Маккой, Монро            | 3:24         |
| 5.  | «Sweet Home Suburbia»  | Маккой                   | 4:44         |
| 6.  | «M.C. Baby»            | Маккой                   | 3:01         |
| 7.  | «No Law or Order»      | Маккой                   | 3:41         |
| 8.  | «Oriental Beat»        | Маккой                   | 3:09         |
| 9.  | «Devil Woman»          | Маккой                   | 2:55         |
| 10. | «Lightning Bar Blues»  | Хойт Экстон              | 2:39         |
| 11. | «Fallen Star»          | Маккой                   | 2:34         |

## Участники записи
- Майкл Монро — вокал, саксофон, губная гармоника
- Энди Маккой — гитара, бэк-вокал
- Нэсти Суисайд — гитара, бэк-вокал
- Сэми Яффа — бас-гитара
- Джип Касино — ударные

Гости
- Катрина Лесканич — бэк-вокал